# شوسوكي أوتا
شوسوكي أوتا (باليابانية: 太田 修介) (مواليد 23 فبراير 1996) هو لاعب كرة قدم ياباني.

## وصلات خارجية
- شوسوكي أوتا على موقع رابطة كرة القدم اليابانية للمحترفين (اليابانية)
- شوسوكي أوتا على موقع قاعدة بيانات كرة القدم.إي يو (الإنجليزية)
- شوسوكي أوتا على موقع Soccerway.com (الإنجليزية)
- شوسوكي أوتا على موقع عالم كرة القدم.نت (الإنجليزية)